# Landet för länge sedan VII: Jakten på Himlastenen
Landet för länge sedan VII: Jakten på Himlastenen (engelska: The Land Before Time VII: The Stone of Cold Fire) är den sjätte uppföljaren och den sjunde filmen i den populära serien Landet för längesedan. Den släpptes direkt till video i USA den 5 december år 2000.

## Handling
Lillefot ser en "en sten av kall eld" som fallit ner i den Stora Dalen. Ingen av hans vänner tror olyckligtvis inte på honom. Alla utom Petries morbror som tror att stenen är helig och vill ha den för sig själv.

## Svensksspråkiga röster
- Leo Hallerstam - Lillefot
- Staffan Hallerstam - Petri
- Eleonor Telcs - Cera
- Annelie Berg - Kvackie
- Andreas Nilsson - Pterano
- Sture Ström - Morfar
- Annelie Berg - Mormor
- Hans Wahlgren - Herr Trehorn
- Hans Wahlgren - Sierra
- Linus Wahlgren - Rinkus
- Joakim Jennefors - Manlig Gallimimus
- Charlotte Ardai Jennefors - Kvinnlig Gallimimus
- Annelie Berg - Petris Mamma

### Fotnoter
1. ↑  ”Landet för länge sedan VII: Jakten på Himlastenen” (på engelska). Internet Movie Database. 5 december 2000. http://www.imdb.com/title/tt0267657/releaseinfo?ref_=tt_ov_inf. Läst 27 augusti 2016.